# Наклонение (лингвистика)
Наклоне́ние — грамматическая категория глагола, выражающая его модальность (действительность, желательность, долженствование). 
Соответственно, различают следующие наклонения:
- гортатив (предлагательное наклонение): «давайте напишем!»;
- императив (повелительное наклонение) — «пиши!»;
- индикатив (изъявительное наклонение) — «я пишу» («писал», «написал», «напишу», «буду писать»);
- инъюнктив (намерительное наклонение) — выражение собственного намерения, совпадающее в русском языке с совершенным будущим временем: «напишу»;
- ирреалис (ирреальное наклонение) — наклонение в сложных предложениях во многих индейских и тихоокеанских языках, иногда употребляемая и в простых предложениях для ситуации, которая «чуть не» или «почти» случилась; в некоторых классификациях объединяет оптатив, императив и субъюнктив;
- кондиционалис (условное наклонение) — «я бы написал»; в ряде языков является частным случаем сослагательного наклонения, в других может рассматриваться как «будущее время в прошедшем» (возможность, существовавшая ранее);
- оптатив (желательное наклонение) — модальное среднее между субъюнктивом и императивом: «Напишу-ка»;
- парафразив (пересказательное наклонение) — наклонение в латышском и болгарском языках, используемое для передачи чужих слов;
- прохибитив (отрицательно-просительное наклонение) выражает просьбу говорящего о том, чтобы действие не было осуществлено: «не покупай!» (несов. вид, в противоположность «купи!» — сов. вид)[1];
- субъюнктив (сослагательное наклонение, конъюнктив) — «чтобы я написал»;
- юссив (позволительное наклонение) — «пусть пишет!».

Наклонение представляет собой грамматическое соответствие семантической категории модальности (реальность, гипотеза, ирреальность, желание, побуждение и т. д.), однако в ряде языков наклонение может утрачивать модальную семантику и диктоваться только синтаксисом (как в латинском и французском языках конъюнктив в некоторых типах предложений).

## В русском языке
В современном русском языке, согласно «Лингвистическому энциклопедическому словарю», глаголы имеют три наклонения:
- изъявительное наклонение (индикатив);
- повелительное наклонение (императив);
- условное наклонение (субъюнктив)[3].

В русском языке условное наклонение нередко называется сослагательным, тогда как в других языках эти два наклонения противопоставляются.
В древнерусском языке существовало достигательное наклонение — именуемое супином в общей лингвистике и сохранившееся в некоторых языках, в том числе в рудиментарном виде.
Формы наклонений могут употребляться не только в своём прямом значении, но и в переносном значении, то есть в значении, свойственном другому наклонению. Например, форма повелительного наклонения может иметь значения условного наклонения (1) и изъявительного (2): 1) Не будь на то Господня воля, не отдали б Москвы (М. Ю. Лермонтов); 2) Раз он ему и скажи: «Вижу, Азамат, что тебе больно понравилась эта лошадь» (М. Ю. Лермонтов).
Глагол в форме изъявительного наклонения может употребляться в значении повелительного: Однако в поле уж темно; скорей! пошёл, пошёл, Андрюшка! (А. С. Пушкин); Комендант обошёл своё войско, говоря солдатам: «Ну, детушки, постоим сегодня за матушку-государыню и докажем всему свету, что мы люди бравые и присяжные» (А. С. Пушкин).
Форма условного наклонения может иметь значение повелительного: Папаша, вы поговорили бы с Александрой, она ведёт себя отчаянно (М. Горький).